# جون كوليدغ
جون كوليدغ هو سياسي أمريكي، ولد في 7 سبتمبر 1906 في نورثهامبتون في الولايات المتحدة، وتوفي في 31 مايو 2000 في لبنان في الولايات المتحدة. نشط حزبياً في الحزب الجمهوري.